# Ricardo Cardim
Ricardo Henrique Cardim é um botânico e paisagista brasileiro, mestre em botânica pela Universidade de São Paulo (USP), que atua com biodiversidade nativa e arqueologia botânica para restauro da paisagem natural.

## Biografia

### Formação acadêmica
Cardim tem mestrado no Instituto de Biociências da Universidade de São Paulo (IB-USP), instituição vinculada a Universidade de São Paulo (USP). Defendeu sua dissertação no ano de 2012, com o título Dendrocronologia e anatomia funcional do xilema ativo de Podocarpus lambertii Klotzch ex Endl, sob a orientação de Gregório Ceccatini.

### Atuação
Em 2010, por intermédio do vereador José Luiz Penna (PV), recebeu a Medalha Anchieta e Diploma de Gratidão da Cidade de São Paulo concedido pela Câmara Municipal de São Paulo pelas suas pesquisas em biodiversidade nativa que resultaram na criação das três primeiras reservas públicas naturais de Cerrado da cidade de São Paulo.
No ano de 2018, publicou o livro Remanescentes da Mata Atlântica: As Grandes Árvores da Floresta Original e Seus Vestígios pela Editora Olhares, que foi finalista no Prêmio Jabuti de 2019 na categoria Ciência.
Em 2021, recebeu o Prêmio Muriqui, na categoria Pessoa Física, uma das principais premiações ambientais do país. No ano seguinte, publicou seu segundo livro, Paisagismo Sustentável para o Brasil: Integrando natureza e humanidade no século XXI, também pela Editora Olhares.

## Trabalho
Ricardo foi o botânico responsável pela iniciativa de clonar a Figueira das Lágrimas, uma figueira-brava com mais de duzentos anos e considerada um monumento vivo da cidade de São Paulo, visando garantir a perpetuação de sua importância histórica e cultural.
| “                | A Figueira das Lágrimas é um monumento vivo, que precisa ser valorizado. Além de ser a única paulistana que presenciou a Independência do Brasil, sabe-se que pelo menos até 1950, ela ainda era venerada pelas pessoas, que faziam piquenique junto a ela. | ” |
| — Ricardo Cardim | |   |

Foi curador de duas exposições de longa duração do Museu da Casa Brasileira (MCB), o “A Casa e a Cidade” e “Remanescentes da Mata Atlântica & Acervo MCB”. Durante sete anos atuou como colunista da Rádio Estadão.
Com o objetivo de resgatar as florestas nativas dentro da cidade, criou a técnica Floresta de bolso aplicada em áreas públicas e privadas com a participação da comunidade em mutirão voluntário, apoiada por empresas e poder público. Trechos de Mata Atlântica foram plantados em diferentes pontos da cidade de São Paulo como o Largo de Pinheiros, Parque Cândido Portinari, Parque da Juventude, Parque do Belém, entre outros.
Em 2019, o projeto da Floresta de Bolso no bairro de Pinheiros foi apresentado como exemplo de solução baseada na natureza para cidades resilientes em publicação da Comissão Europeia, da União Europeia (UE).
Como empresário, possui um escritório de Arquitetura Paisagística em São Paulo trabalha com projetos para o resgate da biodiversidade nativa em diferentes escalas.
| “ | “Acreditamos na valorização e no potencial da enorme biodiversidade nativa brasileira para criar projetos inovadores, multifuncionais e bonitos. Acreditamos que o jardim é um direito não apenas nosso, mas também de toda a fauna e flora que já vivia há milênios no seu território. Acreditamos que é possível a ocupação humana conviver com a biodiversidade e paisagens originais sem renunciar às conquistas da civilização moderna – e que isso resultará em uma vida melhor para todos." | ” |